# Turkse algemene verkiezingen 2007

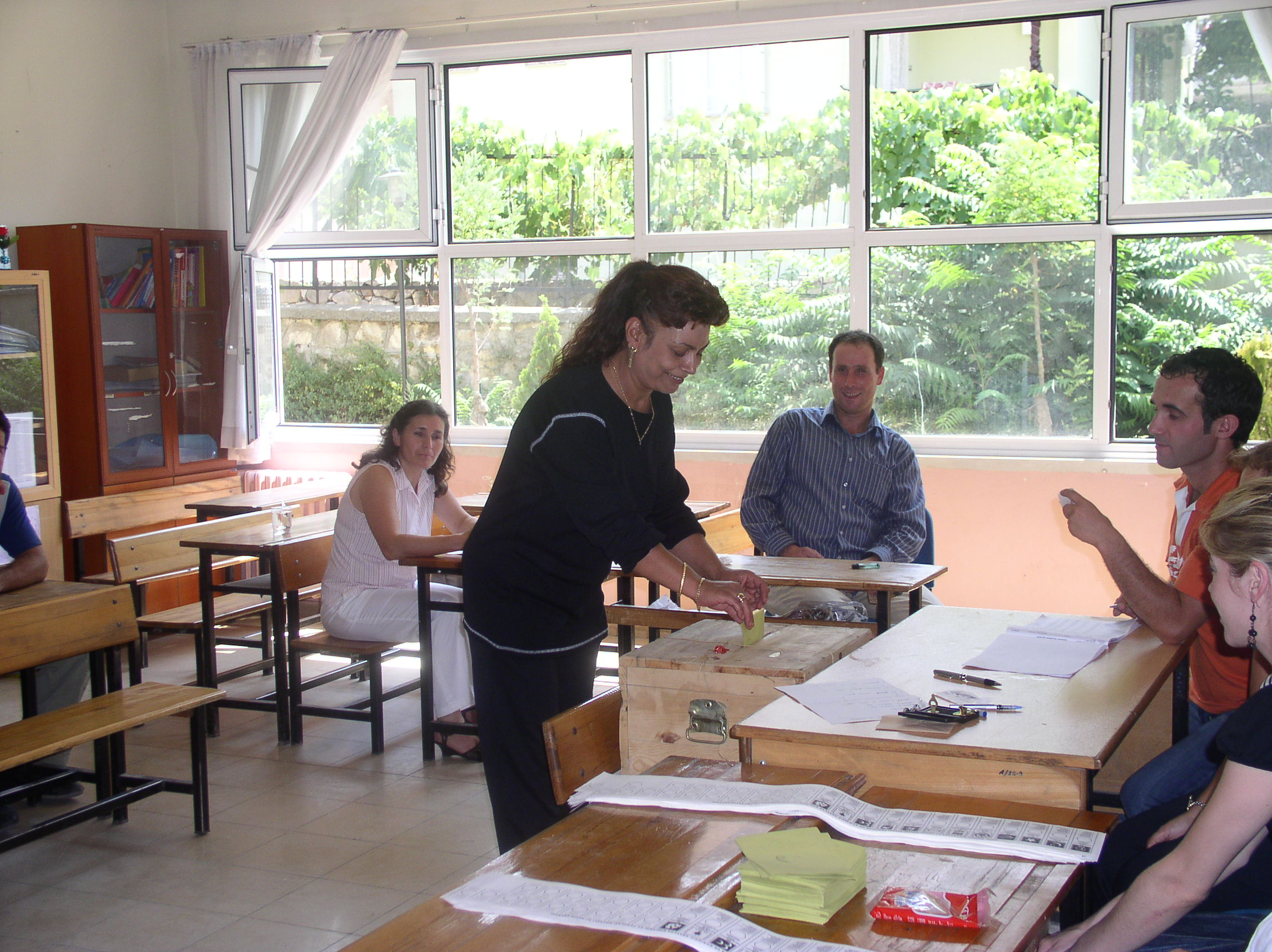
Een vrouw brengt haar stem uit

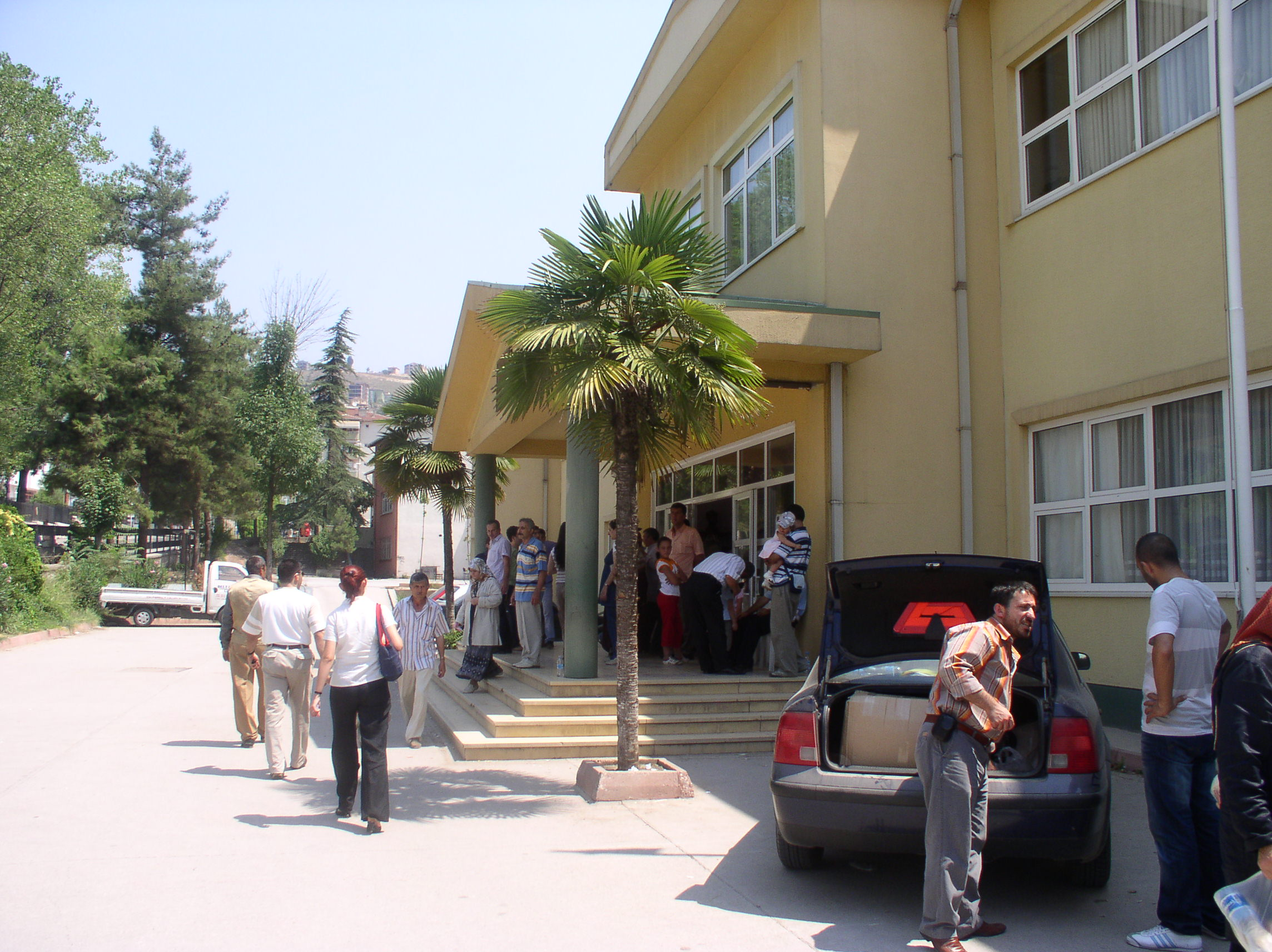
Stemmen worden uitgebracht in scholen zoals deze

De Turkse algemene verkiezingen 2007 vonden op zondag 22 juli 2007 plaats. Op deze datum werd door de stemgerechtigde Turken een nieuw parlement gekozen. Het Turkse parlement heeft unaniem voor deze datum besloten, ondanks aanvankelijke bezwaren van de oppositie. Die voerde aan dat veel Turken dan met vakantie zijn en niet kunnen stemmen. De verkiezingen stonden oorspronkelijk gepland voor later in november. De opkomst was 84,4%.

## Achtergrond
Premier Recep Tayyip Erdoğan besloot tot vervroegde verkiezingen nadat het Constitutionele Hof het eerste ronde van de presidentsverkiezingen door het parlement ongeldig had verklaard, omdat het quorum van twee derde van de parlementariërs niet werd gehaald. De oppositiepartijen boycotten de presidentsverkiezingen, omdat ze minister van Buitenlandse Zaken Abdullah Gül van de AK-partij niet geschikt vinden als president.
Het conflict om de kandidatuur van Gül draait er feitelijk om dat de voorstanders van het secularisme niet willen dat de AK, die al regeert, de president levert. Ze zijn bang dat de AK in dat geval haar machtspositie zal gebruiken om de invloed van de islam op de politiek te vergroten. De AK haalde bij de laatste verkiezingen, in 2002, 34 procent van de stemmen, maar telt 66 procent van de parlementszetels door de kiesdrempel van 10 procent.
De regering van premier Erdogan heeft een grondwetswijziging voorgesteld waarin staat dat niet het parlement, maar het volk voortaan de president kiest. De kiezers moeten zich hier nog over uitspreken in een referendum.
Het Turkse leger, dat zichzelf als hoeder van de seculiere staat beschouwt, heeft al gedreigd in te grijpen als de scheiding van kerk en staat in gevaar komt. Tien jaar geleden dwong het leger premier Necmettin Erbakan tot aftreden, omdat die een bedreiging zou vormen voor de seculiere staat. Het gedwongen aftreden leidde later tot de Ergenekon-rechtszaken.

### Polemiek
- Minimumleeftijd: Door een grondwetswijziging is het minimumleeftijd van kandidaten voor het parlement van 30 naar 25 jaar verlaagd. Als gevolg van de 1-jaar-wachttijd-wet kunnen alleen diegene boven 30 gekozen worden in deze verkiezing.

- Doodsbedreiging: Op 14 mei werd door de PKK doodsbedreiging gestuurd naar CHP, MHP, DYP en AKP met als doel dat de partijen hun kandidaten terugtrekken van de provincies Van en Hakkari voor een totale dominantie van de pro-Koerdische partij DTP.[2]

## Verkiezingsthema's
Het hoofdthema is de visie van de stichter van moderne Turkije, Mustafa Kemal Atatürk. Velen beschouwen dit voor het Turkse volk de keuze tussen de erfgoed van Atatürk en de westerse waarden en normen. De oppositie beschuldigt de regeringspartij ervan dat hun gedachtegoed islam is en niet westers.

## Peilingen
In de peilingen staat de AK-partij steeds aan kop, gevolgd door de CHP. Het is nog steeds onduidelijk of de DP en de rechts-nationalistische MHP de kiesdrempel zullen passeren.
Volgens de slotpeilingen stijgen de stemmen van AK-partij naar 47%.
| Partij                           | Leider  | Juli 2006 TNS Piar1 | Juli 2006 TNS Piar1 | Nov 2006 SONAR2 | Nov 2006 SONAR2 | Feb 2007 SONAR3 | Feb 2007 SONAR3 | Mei 2007 SONAR3 | Mei 2007 SONAR3 | Juni 2007 A&G | Juni 2007 A&G |
| Partij                           | Leider  | Stemmen (%)         | +/−                 | Stemmen (%)     | +/−             | Stemmen (%)     | +/−             | Stemmen (%)     | +/−             | Stemmen (%)   | +/−           |
| -------------------------------- | ------- | ------------------- | ------------------- | --------------- | --------------- | --------------- | --------------- | --------------- | --------------- | ------------- | ------------- |
| AKP - Adalet ve Kalkınma Partisi | Erdoğan | 38.6                | +4.32               | 27.61           | -6.67           | 31.58           |                 | 29.04           |                 | 41.3          | +7.02         |
| CHP - Cumhuriyet Halk Partisi    | Baykal  | 11.9                | -7.5                | 18.32           | -1.08           | 14.76           |                 | 14.08           |                 | 13.6          | -5.8          |
| DP - Demokrat Parti              | Ağar    | 7.3                 | -2.25               | 13.26           | +3.71           | 13.06           |                 | 12.07           |                 | 10.7          | +1.15         |
| MHP - Milliyetçi Hareket Partisi | Bahçeli | 5.8                 | -2.54               | 13.04           | +4.7            | 13.67           |                 | 12.18           |                 | 6.9           | -1.44         |

1 Bron: Sabah
2 Bron: SONAR Araştırma
3 Resultaten na verdeling van onbesliste stemmers. Bron: SONAR Araştırma

## Uitslag

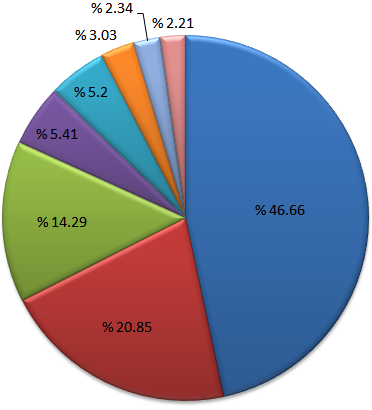

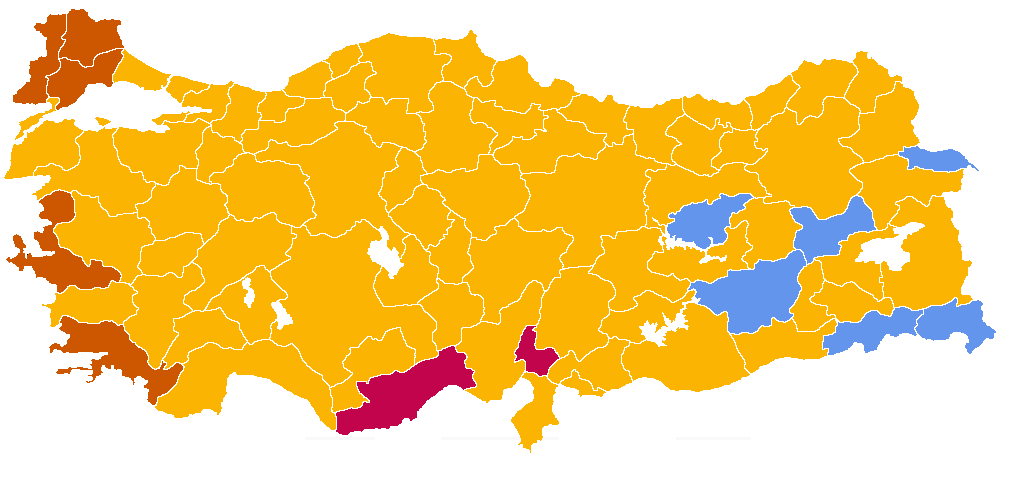
Grootste partij per provincie:
AK Parti
Onafhankelijk
CHP
MHP

| Partij                                                                   | Stemmen    | Stemmen | Stemmen | Zetel | Zetel |
| Partij                                                                   | #          | %       | ±       | #     | ±     |
| ------------------------------------------------------------------------ | ---------- | ------- | ------- | ----- | ----- |
| Gerechtigheids- en Ontwikkelingspartij (Adalet ve Kalkınma Partisi, AKP) | 16,340,534 | 46.66   | +12.38  | 340   | –23   |
| Republikeinse Volkspartij (Cumhuriyet Halk Partisi, CHP)                 | 7,300,234  | 20.85   | +1.46   | 112   | –66   |
| Partij van Nationalistische Beweging (Milliyetçi Hareket Partisi, MHP)   | 5,004,003  | 14.29   | +5.93   | 71    | +71   |
| Democratische Partij (Demokrat Partisi, DP)                              | 1,895,807  | 5.41    | –4.13   | 0     | ±0    |
| Onafhankelijk (Bağımsız)                                                 | 1,822,253  | 5.20    | +4.20   | 27    | +18   |
| Jeugdpartij (Genç Parti, GP)                                             | 1,062,352  | 3.03    | –4.22   | 0     | ±0    |
| Gelukzaligheidspartij (Saadet Partisi, SP)                               | 817,843    | 2.34    | –0.15   | 0     | ±0    |
| Partij Onafhankelijk Turkije (Bağımsız Türkiye Partisi, BTP)             | 178,694    | 0.51    | +0.03   | 0     | ±0    |
| Partij Stijging van het Volk (Halkın Yükselişi Partisi, HYP)             | 175,544    | 0.50    | +0.50   | 0     | ±0    |
| Arbeiderspartij (İşçi Partisi, İP)                                       | 127,220    | 0.36    | –0.15   | 0     | ±0    |
| Helder Turkije Partij (Aydınlık Türkiye Partisi, ATP)                    | 99,938     | 0.29    | +0.29   | 0     | ±0    |
| Communistische Partij van Turkije (Türkiye Komünist Partisi, TKP)        | 77,657     | 0.22    | +0.03   | 0     | ±0    |
| Partij van Vrijheid en Solidariteit (Özgürlük ve Dayanışma Partisi, ÖDP) | 51,945     | 0.15    | –0.19   | 0     | ±0    |
| Liberaal Democratische Partij (Liberal Demokrat Parti, LDP)              | 36,717     | 0.10    | –0.18   | 0     | ±0    |
| Partij van de Arbeid (Emek Partisi, EMEP)                                | 26,574     | 0.08    | +0.08   | 0     | ±0    |
| Totaal (opkomst 84.4%)                                                   | 35,017,315 | 100.0   | —       | 550   | —     |
| Bron: Seçim 2007                                                         |            |         |         |       |       |